# النطاق الأعلى في ترميز الدولة

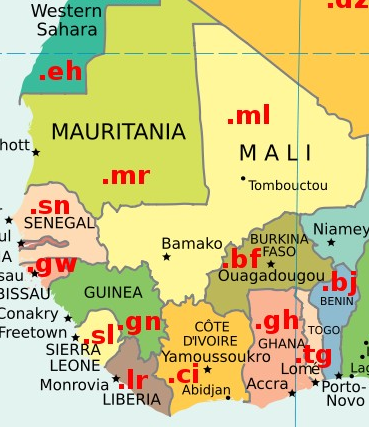

النطاق الأعلى في ترميز الدولة (بالإنجليزية: Country code top-level domain - ccTLD)‏ هو نطاق إنترنت الذي يتبع دولة أو منطقة معينة.

## تركيب النطاق
يتركب اسم النطاق الأعلى في ترميز الدولة من نقطة وبعدها حرفين مأخوذان من كود أيزو 3166-1 وأيزو 3166-2.

## لائحة أسماء النطاقات العليا في ترميز الدول
يوجد العديد من نطاقات الإنترنت الدولية (نطاقات عليا في ترميز الدول) ومنها :
- .uk - المملكة المتحدة
- .us - الولايات المتحدة
- .eg - مصر
- .jo - الأردن
- .aq - أنتاركتيكا
- .cn - الصين
- .de - ألمانيا
- والمزيد... (راجع قالب:نطاقات الإنترنت)

## النطاقات العليا في ترميز الدولة المدولة
النطاقات العليا في ترميز الدول المدولة (بالإنجليزية: Internationalized ccTLDs)‏ هو نطاق أعلى في ترميز الدولة مكتوب بأبجدية غير اللاتنية.
حاليًا يوجد 4 نطاقات عليا في ترميز الدولة المدولة منها ثلاثة بالأبجدية العربية وواحدة بالأبجدية السيريليكية :
- .مصر (مصر)
- .إمارات (الإمارات)
- .السعودية (السعودية)
- .рф (روسيا)

ويوجد 21 دولة طلبت نطاق أعلى في ترميز الدولة مدول في 11 لغة وستحصل في المستقبل.